# Halowe Mistrzostwa Europy w Lekkoatletyce 1983 – skok wzwyż mężczyzn
Skok wzwyż mężczyzn – jedna z konkurencji technicznych rozgrywanych podczas halowych lekkoatletycznych mistrzostw Europy w Sportscsarnok w Budapeszcie. Rozegrano od razu finał 5 marca 1983. Zwyciężył reprezentant Republiki Federalnej Niemiec Carlo Thränhardt. Tytułu zdobytego na poprzednich mistrzostwach nie bronił Dietmar Mögenburg z RFN.

## Rezultaty

### Finał
Wystąpiło 19 skoczków.

Opracowano na podstawie materiału źródłowego.
| Miejsce | Zawodnik               | Wynik |
| ------- | ---------------------- | ----- |
| 1       | Carlo Thränhardt       | 2,32  |
| 2       | Gerd Nagel             | 2,30  |
| 3       | Massimo Di Giorgio     | 2,27  |
| 3       | Mirosław Włodarczyk    | 2,27  |
| 5       | Hennadij Awdiejenko    | 2,27  |
| 6       | Andreas Surbeck        | 2,27  |
| 7       | Eugen-Cristian Popescu | 2,24  |
| 8       | Dariusz Zielke         | 2,24  |
| 9       | Siergiej Zasimowicz    | 2,24  |
| 10      | Dariusz Biczysko       | 2,24  |
| 11      | Marco Tamberi          | 2,20  |
| 12      | William Motti          | 2,20  |
| 13      | Tibor Gerstenbrein     | 2,20  |
| 14      | Gyula Németh           | 2,20  |
| 15      | Novica Čanović         | 2,20  |
| 16      | Georgi Gadżew          | 2,10  |
| 17      | Giennadij Biełkow      | 2,10  |
| –       | Roberto Cabrejas       | NM    |
| –       | Patrik Sjöberg         | NM    |